# イカリソウ
イカリソウ（錨草、学名: Epimedium grandiflorum var. thunbergianum）はメギ科イカリソウ属 の落葉多年草。低い山地の雑木林に生え、茎の先が3本の葉柄に分かれて、3枚の小葉がつく。春に淡紅紫色の錨形の花を咲かせる。観賞用や薬用に栽培もされる。

## 名称
和名イカリソウは、漢字で「錨草」と書き、花の形が和船の錨に似ていることに由来する。
別名、サンショクソウ、カンザシグサ、オトコトリアシともよばれる。茎の先が3本の葉柄に分かれ、それぞれに3枚の小葉がつくため、三枝九葉草（さんしくようそう）の別名がある。
地方によって、カグラバナ、ヨメトリグサともよばれる。英語名は barrenwort、bishop's hat、fairy wings、horny goatweed など。
中国植物名として淫羊藿（いんようかく）という。本来の淫羊霍は中国原産の同属ホザキノイカリソウ E. sagittatum (Sieb. et Zucc.) Maxim.（常緑で花は淡黄色）で、日本産の各種イカリソウもこの名でよばれている。名はヒツジがこれを食べて精力絶倫になったという伝説による。中国の『本草綱目』（1578年ごろ）に、「西川（せいせん）に淫羊（発情した羊）あり、この藿（かく、花蕾）を食べて、一日百編交合す。」と記され、これ故に淫羊藿と名付けたとされる（意味：「四川の北部に淫羊という動物がいて1日に100回も交尾する。それはこの藿という草を食うからだ。そこで淫羊藿と名付けた」）。ホザキノイカリソウの淫羊霍に対して、イカリソウの方を和淫羊霍とすることもある。
花言葉は、「あなたを離さない」とされる。

## 分布・生育地
日本の本州・四国の主に太平洋側の平野部や低い山地に分布し、各地の丘陵や山裾の雑木林など、林縁や樹陰に自生する。イカリソウ属は25種ほどがアジアから南ヨーロッパにかけて分布する。

## 形態・生態
多年生草本。根茎は太くて短く、横にはって多数のひげ根を出す。草丈は20 - 40センチメートル (cm) 。数本の茎を出し、茎部には鱗片がある。春先に出る根出葉には長い葉柄がつき、2回3出複葉となる。一つの小葉は全体が歪んだ卵形で、先が尖って基部は心形あるいは矢じり形をしており、葉縁に刺毛状の細かい鋸歯がある。
花期は春（4 - 5月ごろ）。40 cmほどの花茎の先に根出葉と似た葉を1枚つけ、そのさらに上に総状花序をつくって、4 - 7個の吊り下がった薄紅紫色の花が下向きに咲く。花径は3 - 7 cm 。萼片は8枚つくが、外側の4枚は早くに落ちる。花弁は4枚で、中に蜜をためる長さ1.5 - 2 cm の距（管状の細長い突出部）を四方に突出して、ちょうど船の錨のような形をしている。
多くの近縁種があり、園芸用や薬用に栽培され、多くの品種がある。冬には葉が枯れるが、トキワイカリソウやウラジロイカリソウなどの種は、冬でも枯れないことが多い。浅根性で乾燥に弱く、半日陰の肥沃土を好む性質があり、繁殖は秋から初冬にかけて株分けにより行われる。

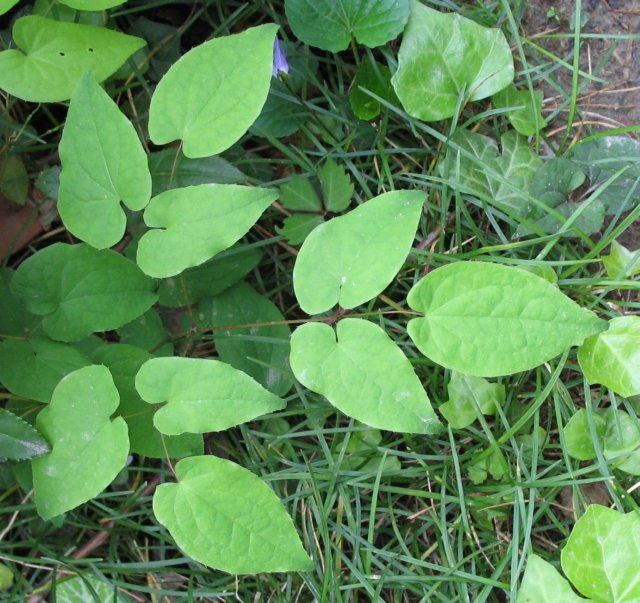
葉

## 利用

### 食用
まだ開ききっていない若い葉と花を食用とする。採取時期は関東以西が3 - 4月ごろ、東北地方が4 - 5月ごろが適期とされる。塩ひとつまみ入れ茹でてから、からし和えやキュウリ和えなどの和え物や、油炒めなどにする。また、生のまま衣をつけて天ぷらにもできる。花は軽く熱湯にくぐらせる程度にして、二杯酢や三杯酢にする。

### 生薬
薬効は、インポテンツ（陰萎）、腰痛のほか、補精、強壮、鎮静、ヒステリーに効用があるとされる。
全草は淫羊霍（いんようかく、正確には淫羊藿）と称する生薬で精力剤として有名である。淫羊霍とは、5 - 6月頃の開花期に茎葉を刈り取って天日干しにしたものである。市場に流通している淫羊霍は、イカリソウの他にも、トキワイカリソウ、キバナイカリソウ、海外品のホザキノイカリソウ（ホザキイカリソウ）も同様に使われる。
イカリソウの茎葉には有効成分としてはイカリインというフラボノイド配糖体と、微量のマグノフィリンというアルカロイドなどが含まれ、苦味の成分ともなっている。充血を来す作用があり、尿の出を良くする利尿作用もあるとされている。
イカリインには実際に次のような効果が示されている。
- 一酸化窒素 (NO) レベルの上昇。
- ホスホジエステラーゼ (PDE)-5に対する弱い阻害作用。

これらにより平滑筋が弛緩し陰茎などの血流が増えると考えられる。PDE-5の阻害は（かなり弱いが）バイアグラと共通の作用である。マウスを用いた実験で、男性ホルモン様の作用が報告されている。昭和初期に日本の学者がイカリソウの茎葉から抽出したイカリインを動物に与えた実験を行った結果、雄の動物の精液が増量することがわかったという報告もなされている。
民間利用では、滋養強壮に淫羊霍を粗く刻み、1日量5 - 10グラムを約500 - 600 ccの水で30分ほど半量になるまで煎じて、食間に3回に分けて温服される。また低血圧・不眠症・強精・強壮には、焼酎（ホワイトリカー）1.8リットルあたり淫羊霍50 - 150グラムを入れて2 - 4か月漬け込んで作った薬酒「仙霊脾酒（せんれいひしゅ）」が、就寝前などに1日1 - 2回お猪口1杯程度を目安に飲まれる。体を温める作用があることから、手足の冷え症や、冷えから来る腰痛症、下半身が疲れやすい人のインポテンツによいとされる一方で、火照りやすい人やのぼせやすい人への服用は禁忌とされる。

## 日本の近縁種
近縁種に常緑のトキワイカリソウ、花が淡黄色のキバナイカリソウなどがある。日本海側に自生するトキワイカリソウは、常緑で冬季に落葉しないという特徴があり、常盤（ときわ）は常緑の意味合いがある。
- キバナイカリソウ（黄花錨草、学名：Epimedium koreanum） - 日本海側に生える[4]。花色が黄色。
- トキワイカリソウ（常盤錨草、学名：Epimedium sempervirens）
- バイカイカリソウ（梅花錨草、学名：Epimedium diphyllum）